# Massurrealismus
Massurrealismus ist ein 1992 geprägtes Kofferwort, mit dem eine Graswurzel-Kunstrichtung des späten 20. Jahrhunderts beschrieben wird, die durch eine Kombination von Massenmedien, Pop-Art, surrealen Bildern und dem Einsatz moderner Technologie gekennzeichnet ist.
Die begriffliche Einordnung als „Graswurzelbewegung“ bezieht sich auf die Werkzeuge, die eingesetzt werden (Computer, Smartphones, digitale Manipulation, Massenproduktion), und die leicht verfügbar sind.
Unter Massenmedien werden soziale Medien, Videos oder auch Konsumartikel, die in Massen produziert werden und leicht zu erwerben sind, eingeordnet.
Der Begriff wurde 1992 von dem US-amerikanischen Multimediakünstler James Seehafer geprägt, um einen Trend unter einigen postmodernen Künstlern zu beschreiben, die in ihren Arbeiten die ästhetischen Stile und Themen des Surrealismus, der Pop Art und der Massenmedien miteinander vermischen. Der Massurrealismus wird mitunter als eine Abspaltung der Postmoderne betrachtet, obwohl er im Wesentlichen eine Weiterentwicklung des zeitgenössischen Surrealismus ist, mit einem starken Einfluss von Technologie und Massenmedien.
Seehafer hatte seine Arbeit mit der Verwendung eines Einkaufswagens begonnen und dann Collagen aus Farbkopien und Sprühfarbe mit dem traditionellen Medium Ölfarbe des Künstlers kombiniert.
Der Massurrealismus als Kunstrichtung hat sich von den USA über Lateinamerika bis nach Europa ausgebreitet.

## Weiterführende Lektüre
- "Avant Garde Under Net Conditions" - Perspektive (Druckausgabe - Österreich), abgerufen am 3. Februar 2000.
- Dallas Simms: "The Digital Psyche: Disembodied Embodiment, Massurrealism and Social Media" University Of Virginia, Charlottesville
- Seehafer, James / Morris, Michael / Kocsis, Phillip (2013). Three Essays About Massurrealism. Princeton: University Plaza Press. ISBN 978-0-99124610-6
- Lantzen, Sean (2004). Massurrealism: A Dossier (a.k.a. Massurrealismus: Ein Dossier). Zurich: Novus Haus. ISBN 0-9759923-0-9
- "7 Art Styles" Kurating.com Abgerufen am 20. August 2019.
- Celia Fernández, Contemplando el Massurrealismo Contemplating Massurrealism, Instituto Superior de Danza Alicia Alonso de La Universidad Rey Juan Carlos, Madrid - Text auf Spanisch und Englisch. Abgerufen am 29. Juni 2020
- Universität Birmingham, Birmingham, Vereinigtes Königreich Turing Arts Spymposium 2012 im Rahmen des AISB/IACAP Weltkongresses - Diskussion und Visualisierungen von Ähnlichkeiten und Unterschieden zwischen Mensch und Maschine in ausgewählten Kunstwerken des Surrealismus, z. B. Matta 1938 und Massurrealismus des 21. Jahrhunderts.